# Kommission für Provenienzforschung
Die Kommission für Provenienzforschung ist eine Einrichtung der Republik Österreich für die Provenienzforschung der Werke verschiedener Künstler und deren Eigentümern in den Sammlungen und Museen der Bundesrepublik mit Sitz in Wien. Sie wurde im Februar 1998 beim damals für Kultur zuständigen Bundesministerium eingerichtet – das ist jetzt das Bundesministerium für Kunst, Kultur, öffentlichen Dienst und Sport. Ihre Mitglieder sind als Provenienzforscherinnen und Provenienzforscher direkt in den verschiedenen Bundesmuseen und -sammlungen tätig.
Durch das österreichische Kunstrückgabegesetz von 1998 hat die Republik Österreich den Auftrag, bewegliche Kunst- und Kulturgüter, die in der Zeit des Nationalsozialismus ihren Eigentümerinnen und -ern entzogen wurden (z. B. in der Form eines Kunstraubs, von Raubgold oder der von dem NS-Staat durchgeführten Arisierung von Eigentum), proaktiv in den bundeseigenen Sammlungsbeständen auszuforschen und an die früheren Eigentümerinnen und -ern respektive deren Rechtsnachfolgerinnen/-ern zu übereignen. Die Kommission für Provenienzforschung ist für die systematische Beforschung der Sammlungsbestände zuständig. Die Ergebnisse werden dem Kunstrückgabebeirat übermittelt, dieser richtet darauf basierend Empfehlungen hinsichtlich der Nicht-Rückgaben bzw. Rückgaben an die zuständige Bundesministerin bzw. den zuständigen Bundesminister (Restitution).
Kommt es zu einer positiven Rückgabeentscheidung des Ministeriums, werden eventuell durch die Kommission die jetzigen Eigentümerinnen und -ern bzw. Rechtsnachfolgerinnen/-er gesucht und kontaktiert.
Die Internetseite enthält umfassende Informationen zu bereits vorliegenden Untersuchungen, zu Nachforschungsmöglichkeiten und zur Schriftenreihe der Kommission seit dem Jahr 2008.
Unter verschiedenen Tarnbezeichnung hatten die heutigen österreichischen Sammlungen Kunstgegenstände erlangt:
- Sonderauftrag Linz (das sog. Führerermuseum/sog. Gemäldegalerie Linz; Führervorbehalt vom 18. Juni 1938)
- Zentralstelle für jüdische Auswanderung in Wien[4][5][6] – dort wurden Fragen der Staatsbürgerschaft, des Ausländerrechts, der Devisen, der sog. Arisierung und Vermögensbesteuerung aus Sicht der NSDAP „koordiniert“. Sie war als einzige Behörde ermächtigt, Ausreisegenehmigungen für Juden aus Österreich (1938–1941) zu erteilen.
- Anweisungen des Reichsfinanzministerium von Anfang November 1941, sogenannte Aktion 3
- „M-Aktion“, Beschlagnahmungen von (insbesondere wertvollen) Einrichtungsgegenständen durch das Reichsministeriums für die besetzten Ostgebiete, in Frankreich und den besetzten Benelux-Ländern unter dem Einsatzstab Reichsleiter Rosenberg.

## Veröffentlichungen
- Gabriele Anderl, Christoph Bazil, Eva Blimlinger, Oliver Kühschelm, Monika Mayer, Anita Stelzl-Gallian und Leonhard Weidinger (Hrsg.): »... wesentlich mehr Fälle als angenommen« - 10 Jahre Kommission für Provenienzforschung (= Schriftenreihe der Kommission für Provenienzforschung. Band 1). Böhlau Verlag, Wien 2009, ISBN 978-3-205-78183-7.